# Otto von Kotzebue
Otto von Kotzebue (en ruso: О́тто Евста́фьевич Коцебу́, transliterado como Otto Ebstáfievich Kotsebú) (Reval, hoy Tallin, 30 de diciembre de 1787 - ibídem, 15 de febrero de 1846) fue un explorador alemán del Báltico y oficial naval de la Armada Imperial Rusa, que comandó dos viajes de exploración del Imperio ruso en el océano Pacífico, especialmente en las costas de Alaska y las islas Marshall.

## Biografía
Segundo hijo del poeta y dramaturgo alemán August von Kotzebue, Otto nació el 30 de diciembre de 1787 en Reval, hoy en día Tallin (Estonia), entonces parte del Imperio ruso. Prestó servicio en la Academia de Marina de San Petersburgo desde 1795 hasta 1803 y a los quince años su padre consiguió que participase, junto con su hermano Moritz, en el primer viaje de circunnavegación (1803-1806) de la Marina Imperial, comandado por Adam Johann von Krusenstern, a bordo del Nadjedjeda («Esperanza»). 
Tras las guerras napoleónicas, los rusos se propusieron organizar otro viaje, cuyo promotor fue el primer canciller Nicolas Romanzoff, quien encargó la organización general a Krusenstern. 

## Primer viaje de circunnavegación (1815-1818)

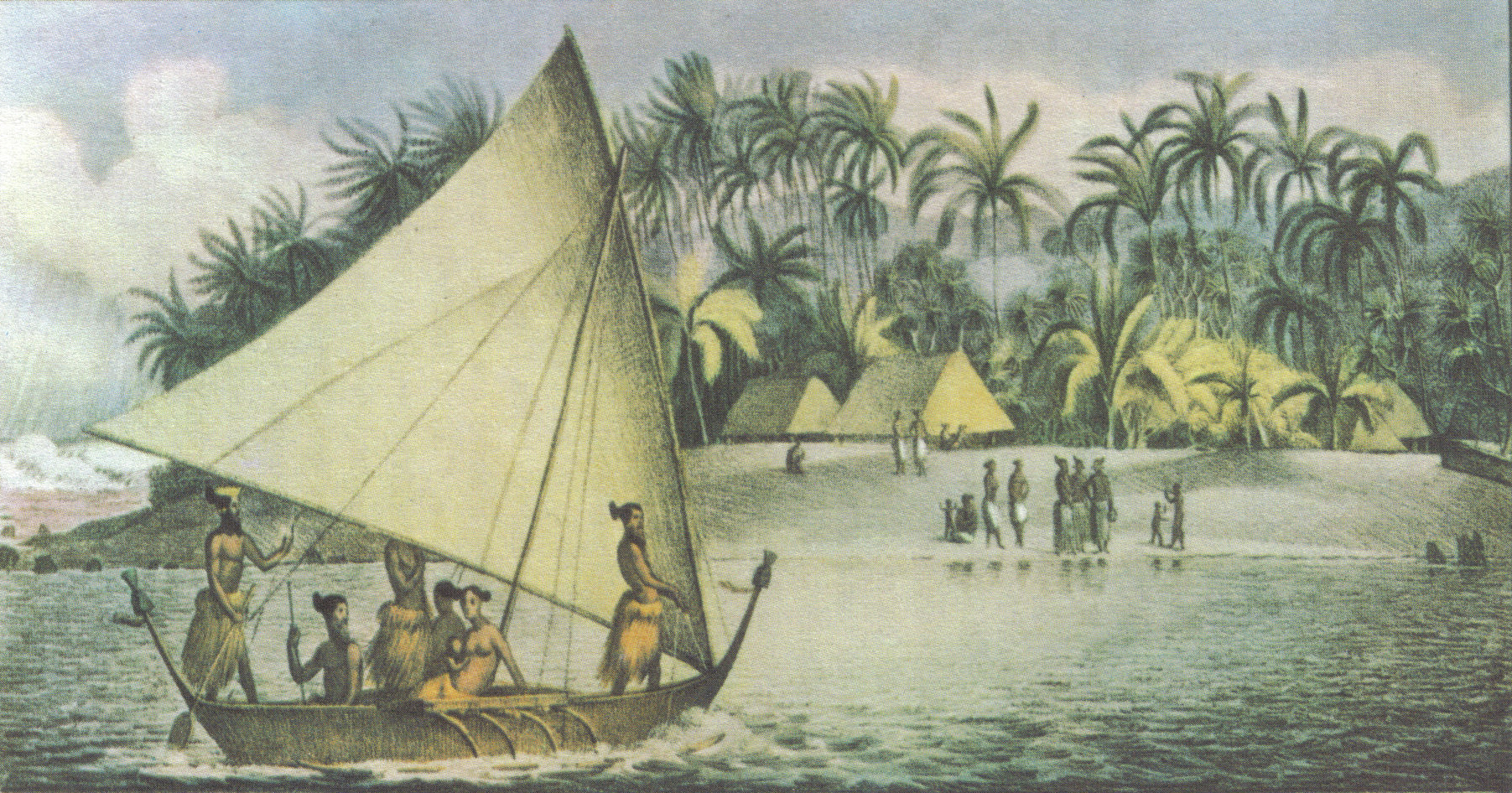
Dibujo de Louis Choris en las islas Krusenstern, hoy en día Tikehau.

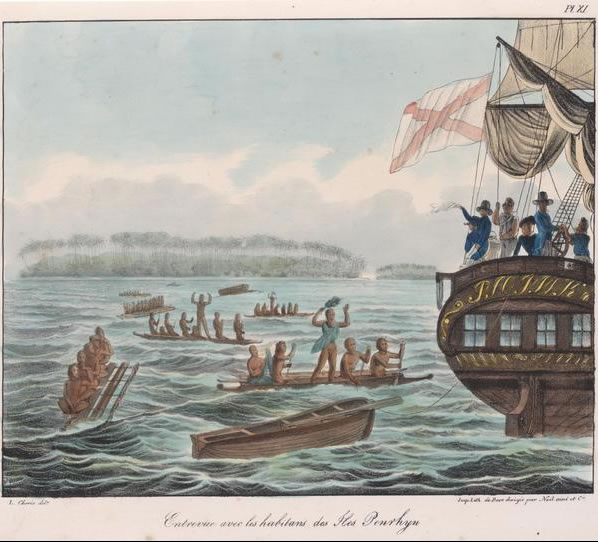
Paso del Rurick por la isla de Penrhyn (islas Cook) el 30 de abril de 1816 (litografía).

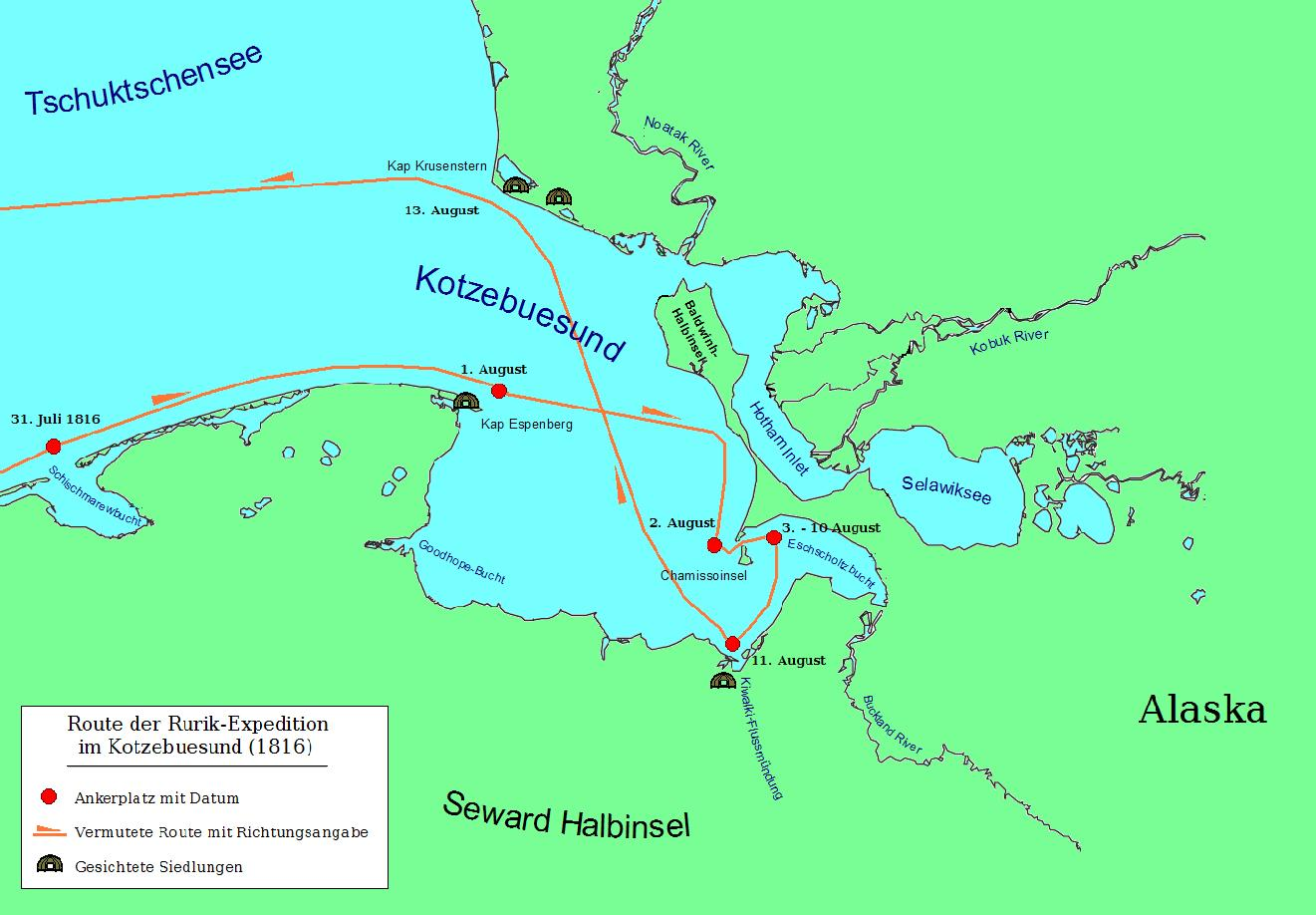
Ruta en Alaska.

Kotzebue fue ascendido a teniente de navío y se le encomendó el Rurik con el objetivo de encontrar un Paso del Noroeste por el océano Ártico y explorar el noroeste de América y el noreste asiático. La tripulación constaba sólo de treinta y dos hombres, incluidos los naturalistas alemanes Johann Friedrich von Eschscholtz y Adelbert von Chamisso, el famoso escritor, así como el dibujante Louis Choris. Chamisso era conocido por su famoso relato El hombre que vendió su sombra y pidió a última hora sustituir a un botánico que había renunciado.
Partieron el 30 de julio de 1815 del puerto de Kronstadt, a orillas del golfo de Finlandia y cerca de San Petersburgo, atravesaron el océano Atlántico y doblaron el cabo de Hornos. Otto von Kotzebue descubrió la isla Romanzoff (hoy en día Tikei) en las Tuamotu, y diversas islas más en el archipiélago de las Ralik-Ratak, donde fondeó e hizo largas estancias. Después puso rumbo a la península de Kamchatka y llegó a mediados de junio de 1816. A mediados de julio partió de nuevo en dirección norte, cruzando el estrecho de Bering y explorando el litoral noroccidental de Alaska, ya en el mar de Chukchi, donde descubrió y nombró el golfo que ahora lleva su nombre, el Kotzebue Sound, y el cabo de Krusenstern, su punta más septentrional. Regresó por la costa de Asia y decidió pasar el invierno y descansar unas semanas en las islas Hawái, donde sentó los precedentes para establecer un protectorado ruso en la isla de Kauai.
Posteriormente, en las Ralik-Ratak, hoy llamadas Islas Marshall, descubrió el 1 de enero de 1817 la isla de Año Nuevo, hoy en día Mejit. Puso de nuevo rumbo norte al llegar el verano, pero renunció a hacer una segunda campaña de exploración de Alaska por motivos de salud y regresó a San Petersburgo, arribando el 3 de agosto de 1818, casi tres años después de partir, provisto de valiosas informaciones etnográficas y un herbario o colección de plantas con especies hasta entonces desconocidas en «Occidente».
Kotzebue publicó en ruso el relato de la expedición, en tres volúmenes, en San Petersburgo (1821-23), con el título de Путешествие вокруг света (traducido al inglés como A Voyage of Discovery into the South Sea and Bering’s Straits for the Purpose of exploring a North-East Passage, undertaken in the Years 1815-1818 ("Un viaje de descubrimiento en el mar del Sur y el estrecho de Bering, con el propósito de explorar el Pasaje del Nordeste, realizado en los años 1815-1818"). También hicieron publicaciones destacadas de los viajes Chamisso, Choris y Eschscholtz.
| Fecha                                   | Etapa                                                                                           |
| 30 de julio de 1815                     | Partida del puerto de Kronstadt, en el golfo de Finlandia                                       |
|                                         | Copenhague, Plymouth, Tenerife, Bahía, Río de Janeiro, Montevideo, Buenos Aires, Cabo de Hornos |
| 13 de febrero al 8 de marzo de 1816     | Concepción, en Chile                                                                            |
| 28 de marzo de 1816                     | Isla de Pascua                                                                                  |
|                                         | Islas Tuamotu: Romanzoff (Tikei), Krusenstern (Tikehau), Rurik (Arutua)                         |
| 30 de abril de 1816                     | Islas Cook: Penrhyn                                                                             |
|                                         | Islas Marshall (Ralik-Ratak).                                                                   |
| 19 de junio al 17 de julio de 1816      | Península de Kamchatka                                                                          |
|                                         | Estrecho de Bering, Alaska, Islas Aleutianas                                                    |
| 2 de octubre al 1 de noviembre de 1816  | San Francisco                                                                                   |
| 28 de noviembre a 14 de diciembre       | Islas Hawái: Owhyhee (Hawái)                                                                    |
| 1 de enero al 18 de marzo de 1817       | Islas Marshall (o Ralik-Ratak): grupos Radack y Ralik                                           |
| 24 de abril a 22 de julio de 1817       | Islas Aleutianas                                                                                |
| 1 al 14 de octubre de 1817              | Islas Hawái: Oahu                                                                               |
| 30 de octubre al 5 de noviembre de 1817 | Islas Marshall                                                                                  |
|                                         | Guaján, Filipinas                                                                               |
| 3 de agosto de 1818                     | Nevá, San Petersburgo                                                                           |

## Segundo viaje de circunnavegación (1823-1826)

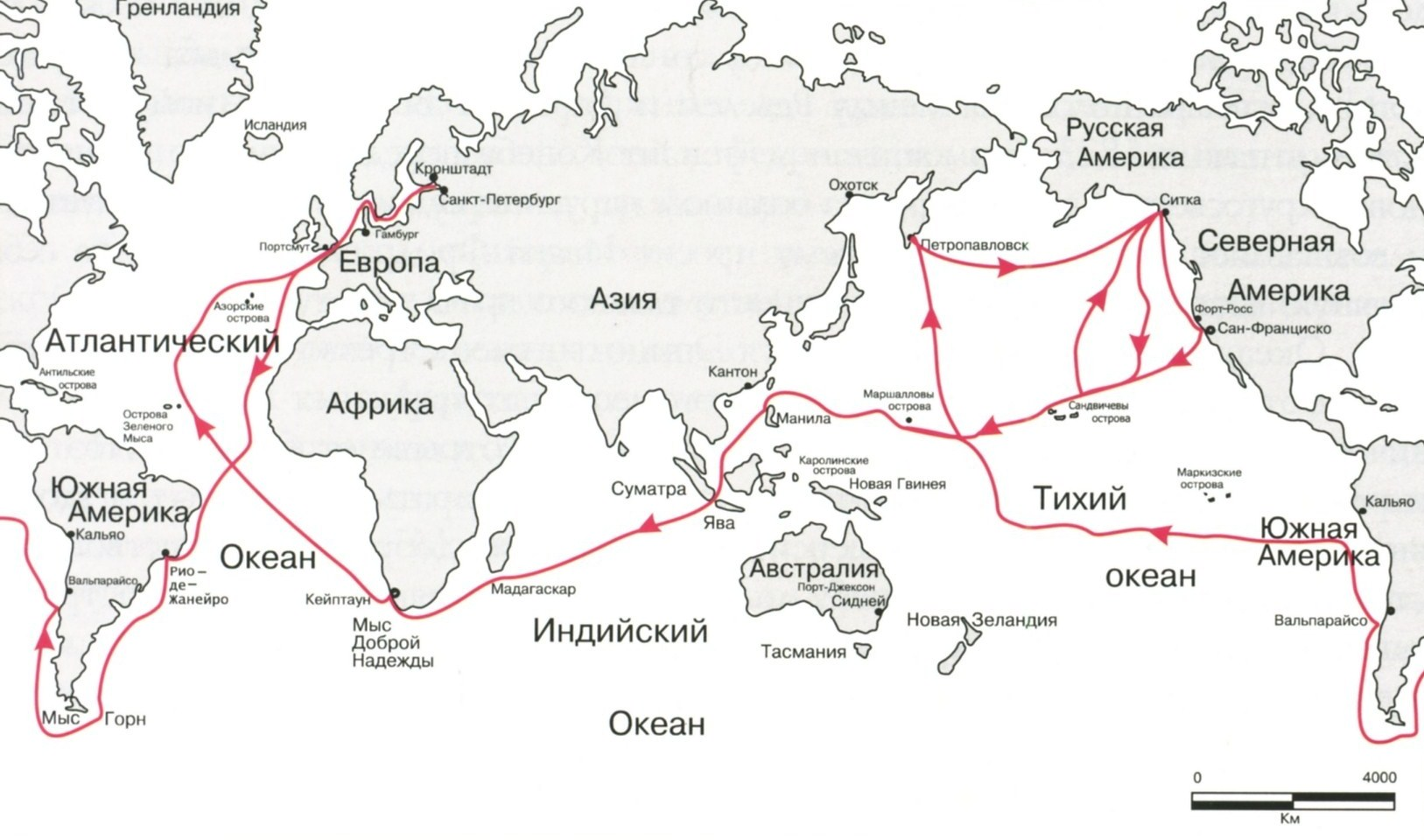
Mapa mostrando la ruta seguida en su segundo viaje por Kotzebue (1823-26).

Ascendido a capitán, en 1823 se le confió el mando de una expedición de dos buques de guerra cuyo objetivo principal era reforzar la posición rusa en la península de Kamchatka. Llevaba también un equipo de científicos a bordo del Enterprise, entre ellos el físico Heinrich Lenz, quien después se haría famoso. Recogieron mucha información geográfica y de historia natural, así como valioso material etnográfico.
Tras visitar las islas de la Sociedad y vía cabo de Hornos llegó a Petropavlovsk en julio de 1824. Rectificaron muchas posiciones a lo largo del litoral asiático y visitaron las conocidas entonces como islas de los Navegantes, hoy llamadas de Samoa, donde hicieron varios descubrimientos. Regresaron haciendo escala en las islas Sandwich, Marianas, Filipinas y Nueva Caledonia y arribaron a Kronstadt en julio de 1826.
| Fecha                            | Etapa                                                                                        |
|                                  | Islas Tuamotu: Predpiaté (Fakahina), Aratchev (Fangatau (atolón)Fangatau), Romanzoff (Tikei) |
|                                  | Islas de la Sociedad: Tahití, Bellinghausen (Motu One)                                       |
| 28 de abril al 6 de mayo de 1824 | Islas Marshall                                                                               |
| Julio de 1824                    | Petropavlovsk, península de Kamchatka                                                        |
|                                  | Islas Samoa                                                                                  |
| 5 al 11 de octubre de 1825       | Islas Marshall                                                                               |
| 10 de julio de 1826              | Kronstadt                                                                                    |

En 1830 Kotzebue publicó también sus memorias del viaje, está vez en Weimar, bajo el título de Путешествие вокруг света на военном шлюпе „Предприятие“ в 1823-26 годах (en traducción inglesa, A New Voyage Round the World in the Years 1823-1826 ("Un nuevo viaje alrededor del mundo en los años 1823-1826").
Falleció en su ciudad natal, Reval, hoy Tallin, el 15 de febrero de 1846, y fue enterrado en el cementerio parroquial de Kose, aproximadamente a treinta kilómetros, donde se le erigió un imponente monumento funerario o túmulo. En los últimos años de su vida vivió en la mansión de Kau, actual Triigi, cerca de Kose.

## Reconocimientos

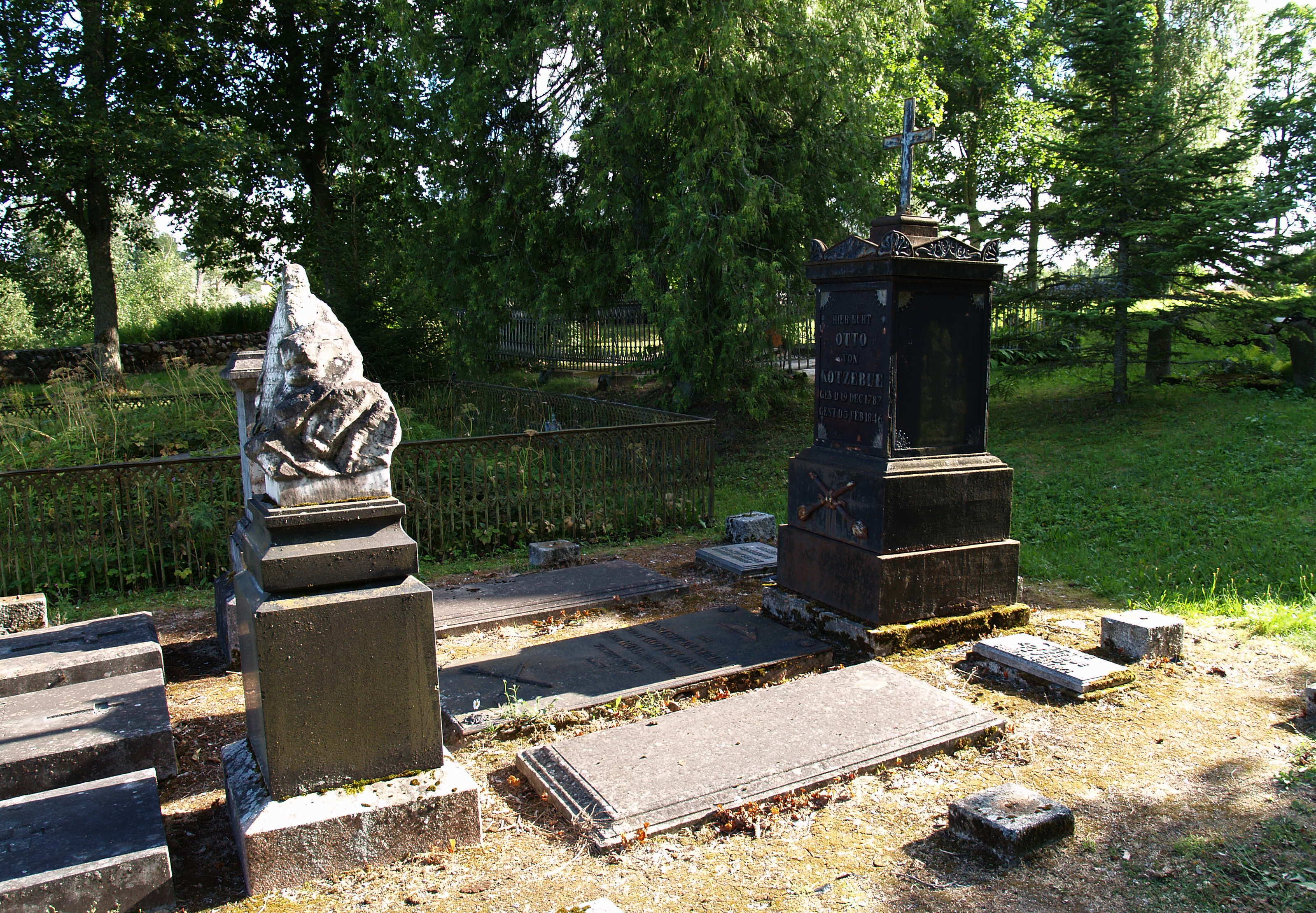
Tumba de Kotzebue en Kose

El Kotzebue Sound, un amplio golfo de la costa oriental de Alaska, fue nombrado en su honor, así como la pequeña localidad alaskeña de Kotzebue, situada a orillas del golfo.